# Excelsior (diamant)
Pour les articles homonymes, voir Excelsior.
Le diamant Excelsior a été trouvé le 30 juin 1893 dans la mine de Jagersfontein en Afrique du Sud par un travailleur en train de charger un camion, qui l'a remis au directeur de la mine qui, en échange, lui donna 500 £ ainsi qu'un cheval équipé d'une selle,,,. Il possède une couleur délicatement bleutée caractéristique des diamants de Jagersfontein les plus fins, bien qu'il ait de nombreuses taches noires internes, une autre caractéristique des diamants de cette mine.
L'Excelsior est resté le plus gros diamant brut du monde jusqu'à la découverte du Cullinan en 1905.
Faute d'acheteur, le diamant brut fut taillé en 1903 en 21 diamants plus petits :
- 8 poires de 69,68 cts, 47,03 cts, 46,90 cts, 34,91 cts, 24,31 cts, 16,78 cts, 13,86 cts, 9,82 cts
- 3 marquises, 40,23 cts, 28,61 cts, 26,30 cts
- 10 ronds brillants pour un poids total de 20,33 carats.

Le plus gros diamant taillé issu de la pierre, l'Excelsior I (69,68 carats), a été acheté en 1996 par le Libanais Robert Mouawad qui le possède toujours aujourd'hui[Quand ?]. Il est exposé dans son musée privé de Beyrouth. 